# NGC 5637
NGC 5637 (również PGC 51736 lub UGC 9293) – galaktyka spiralna (Scd), znajdująca się w gwiazdozbiorze Wolarza. Odkrył ją William Herschel 10 kwietnia 1785 roku.